# Милковский, Зыгмунт
Зыгмунт (Сигизмунд) Милко́вский (также известен под творческим псевдонимом Теодор Томаш Еж; 23 марта 1824, Сарацея, Подольская губерния, Российская империя — 11 января 1915, Лозанна, Швейцария) — польский писатель-романтик, публицист, общественный деятель и политик, который боролся за независимость Польши в качестве лидера Польской Лиги (пол. Liga Polska).

## Биография
Родился 23 марта 1824 года[по какому календарю?] (по другим сведениям — в 1820 году).
Учился в Ришельевском лицее (1843—1846) и Киевском университете (1847—1848). Принял участие в венгерском восстании 1848 года. После восстания интернирован в Турцию, а затем эмигрировал в Англию. Член Польского демократического общества.
В 1851—1858 годах был агентом Центрального комитета за европейскую демократию на Балканах, во время Крымской войны пытался сформировать польский легион, который сражался бы на стороне Турции. С 1858 года жил в Англии, в 1860 году в австрийской Галиции, в 1861 году — в Румынии.
В 1863 году подготавливал восстание, которое должно было начаться в южной России, став соорганизатором польского восстания 1863—1864 гг.; был в городах Кременец, Вишневец (ныне пгт Збаражского района Тернопольской области), Почаев, где организовал отряд повстанцев. Арестован 17 июля 1863 года в Румынии, до февраля 1864 года был заключён в тюрьму в Лемберге (Львове), входившем в состав Австрийской империи, после освобождения эмигрировал.
В 1864—1866 годах жил в Белграде, в 1866—1872 годах — в Брюсселе. С 1872 поселился в Швейцарии, где прожил до конца жизни.
Еж был одним из основателей Польской Лиги и Польской Национальной Лиги, которая возникла в рамках Национально-демократической партии. Был председателем наблюдательного комитета Национального казначейства, членом Ассоциации польской эмиграции и Совета управляющих Польским национальным музеем в Рапперсвилле в Швейцарии. С 1869 года — иностранный член Научного общества Сербии, которое было предшествовенником Сербской академии наук и искусств. Он был редактором бесплатной газеты Wolne Polskie Słowo, выходившей раз в две недели в Париже. Автор романов, переводов, историко-публицистических работ, политических буклетов, биографий деятелей польской эмиграции.